# Gloria (bebida)
La gloria es un licor o bebida alcohólica destilada a base de mosto y aguardiente que se elabora en los municipios de Guijo de Santa Bárbara y Castilblanco (Extremadura, España). La graduación alcohólica se sitúa en torno al 15 % y posee un sabor dulce y una apariencia color caramelo.

## Historia
La gloria se ha elaborado de forma tradicional en Guijo de Santa Bárbara y Castilblanco desde hace generaciones. Inicialmente la producción estaba destinada al autoconsumo y también podía encontrarse en las tabernas, bares, cafeterías y restaurantes locales. La comercialización del producto comenzó a finales del siglo XX.

## Elaboración
La gloria está elaborada a base de mosto y aguardiente, ambos provenientes de la uva en un estado avanzado de maduración. La proporción exacta de cada componente varía en función del lugar de elaboración, aunque habitualmente se sitúa en torno a un 80 % de mosto y un 20 % de aguardiente. La mezcla se deja reposar durante un tiempo hasta que finaliza el proceso de decantación de elementos de la uva como la piel o las semillas, presentes en el mosto.

## Propiedades organolépticas
La gloria tiene un sabor dulce y presenta a la vista un color caramelo. Pueden darse diferentes matices en el olor y el sabor en función del lugar exacto de producción y la materia prima utilizada.

## Gastronomía
La gloria suele tomarse sola, sin ningún añadido, y en pequeñas dosis como digestivo al final de las comidas. También se sirve en bares y restaurantes en vaso de trago corto.